# Mart Laar
Mart Laar (Viljandi, 22 april 1960) is een Estisch staatsman en historicus. Van 1992 tot 1994 en van 1999 tot 2002 was hij premier van Estland. Van 2011 tot 2012 was hij minister van Defensie.

## Carrière
Mart Laar studeerde geschiedenis aan de universiteit van Tartu, waar hij in 1983 de graad van bachelor behaalde. Hierna behaalde hij een masterdiploma in de filosofie. Ten slotte behaalde hij in 2005 een doctoraat in de geschiedenis. Hij begon zijn politieke carrière door lid te worden van de Pro Patria Unie. In 1992 werd hij door de Riigikogu verkozen tot premier. Tijdens zijn regeringsperiode hervormde hij de Estische regering en voerde hij ook als eerste in Europa de vlaktaks in. In 1994 werd hij afgezet als premier door middel van een motie van wantrouwen. Laar betrad in 1999 opnieuw de functie van premier met als doel Estland richting de Europese Unie te leiden. In 2002 trad hij af in deze functie.
Laar was in het derde kabinet van Andrus Ansip minister van Defensie van 6 april 2011 tot 11 mei 2012, toen hij het ambt vanwege gezondheidsredenen neerlegde. Hij keerde hierna terug in de Riigikogu. Een jaar later, op 13 juni 2013, werd hij benoemd tot voorzitter van de raad van commissarissen van de Bank van Estland en verliet hij weer het parlement.
- Bibsys: 90571391
- Bibliothèque nationale de France: cb123537715 (data)
- CiNii: DA07665340
- Gemeinsame Normdatei: 128347570
- International Standard Name Identifier: 0000 0001 1061 5007
- Library of Congress Control Number: n90668416
- Nationale Bibliotheek van Letland: 000007350
- Nationale Bibliotheek van Tsjechië: jn20030904005
- Nationale Bibliotheek van Israël: 987007431341905171
- Nationale Bibliotheek van Polen: a0000001629451
- Nationale en Universitaire bibliotheek Zagreb: 000600399
- Nederlandse Thesaurus van Auteursnamen: 112692591
- Système universitaire de documentation: 032524072
- Virtual International Authority File: 49299994
- WorldCat: E39PBJrgFcJqMFWx97JjPHWRrq